# Teucholabis galatea
Teucholabis galatea är en tvåvingeart som beskrevs av Alexander 1949. Teucholabis galatea ingår i släktet Teucholabis och familjen småharkrankar. Inga underarter finns listade i Catalogue of Life.